# Ньякамбіре
Ньякамбіре (Ньякунембіре) (*д/н — 1694) — 16-й мвене-мутапа (володар) Мономотапи в 1692—1694 роках.

## Життєпис
Походив з династії Мбіре. Молодший син мвене-мутапи Маури Мханде. Після смерті брата Камгарапасу Мукомбве близько 1692 року за підтримки Домбо II, чангаміре Розві висунув претензії на трон проти свого небожа Ньяменде Мханде, на бік якого стали португальці.
Спочатку Ньякамбіре захопив трон. 1693 році з військами Розві захопив фейру (ярмарок-поселення) португальців дембараре. Тут було знищено усіх торгівців. Невдовзі вигнано останніх з плато Каранга. Але протягом кількох місяців португальці перейшли у наступ: після декількох поразок 1694 року Ньякамбіре втік до Розві. Трон перейшов до Ньяменде Мханде, що визнав зверхність Португалії.